# Dolores (Urugwaj)
Dolores – miasto w departamencie Soriano w Urugwaju. Dolores prawa miejskie otrzymało 26 listopada 1923 roku.

## Ludność
W 2004 roku w Dolores mieszkało 15 753 ludzi. 
| Rok  | Populacja |
| ---- | --------- |
| 1963 | 12,488    |
| 1975 | 13,322    |
| 1985 | 13,084    |
| 1996 | 14,784    |
| 2004 | 15,753    |

Źródło: Instituto Nacional de Estadística de Uruguay